# Звёздчатый пилильщик-ткач
Звёздчатый пилильщик-ткач (лат. Acantholyda posticalis) — вид пилильщиков-ткачей отряда перепончатокрылых. Вредитель сосны обыкновенной во многих частях её ареала.

## Распространение
Вид распространён в Европе в следующих странах: Албания, Австрия, Великобритания, Болгария, Хорватия, Чешская Республика, Дания, Эстония, Финляндия, Франция, Германия, Венгрия, Италия, Латвия, Норвегия, Польша, Центральная Россия, Испания, Швеция, Швейцария, Нидерланды. Известен из Сибири, Казахстана.